# 고바리 기요미쓰
고바리 기요미쓰(일본어: 小針 清允, 1977년 6월 12일 ~ )는 일본의 전 축구 선수이다.

## 구단 경력
과거 베르디 가와사키, 비셀 고베, 베갈타 센다이, 도치기 SC, 가이나레 돗토리에서 활동하였다.

## 국가대표팀 경력
그는 1993년 FIFA U-17 세계 축구 선수권 대회에 참가할 일본 U-17 국가대표팀에 발탁되었으며, 3경기에 출전했다.
1997년 FIFA 세계 청소년 축구 선수권 대회에 참가할 일본 U-20 국가대표팀에도 발탁되었으며, 1경기에 출전했다.